# Gottfried von Cramm
Il barone Gottfried Alexander Maximilian Walter Kurt von Cramm (Söhlde, 7 luglio 1909 – Il Cairo, 8 novembre 1976) è stato un tennista tedesco.
Famoso per la sua condotta da gentiluomo e il fair play, si guadagnò l'ammirazione e il rispetto dei colleghi tennisti, soprattutto di due dei suoi più grandi avversari: Fred Perry e Don Budge. Segretamente omosessuale, dovette giocare, dalla ascesa del Nazismo, in condizioni di grande stress in un'epoca in cui gli omosessuali, nella Germania nazista, erano perseguitati e deportati. In carriera vinse 45 titoli, tra cui due Internazionali di Francia e fu numero uno al mondo.
Fu inserito nell'International Tennis Hall of Fame di Newport nel 1977.
In suo onore è stata intitolata una strada, la Gottfried-von-Cramm-Weg a Berlino-Wilmersdorf, dove ha sede il Rot-Weiss tennis club.

## Biografia
Nacque a Nettlingen, che è  una frazione di Söhlde in Germania, da genitori aristocratici dell'antica nobiltà tedesca ereditando il titolo di barone. Trascorse un'infanzia e una giovinezza spensierate nel castello di famiglia a Brüggen nei pressi di Hannover: fu lì che iniziò a giocare a tennis all'età di 11 anni sui campi del vicino castello di Burgdorf di proprietà del barone Robert von Dobeneck, la cui figlia Elizabeth sarebbe poi diventata, nel 1930, la prima moglie di Von Cramm e i due divorziarono nel 1937. 
Al Burgdorf, dove venivano organizzate esibizioni dei tennisti più forti di Germania, capitavano spesso Otto Froitzheim, detto il maestro, vincitore per sette volte del campionato tedesco, e Heinrich Kleinschroth, giocatore e poi capitano di Davis, che divenne per Von Cramm un secondo padre; e fu proprio al Burgdorf che incontrò per la prima volta il leggendario Big Bill Tilden. Nell'estate del 1928, terminati gli studi, Von Cramm vinse le perplessità della sua famiglia, e spalleggiato da Kleinschroth, riuscì ad ottenere il permesso di trasferirsi a Berlino per poter accedere al celeberrimo Rot-Weiss Club (Club Biancorosso) punto di ritrovo e allenamento dei migliori giocatori di Germania. Qui Von Cramm perfezionò il suo tennis lavorando sul potenziamento del suo unico punto debole, il rovescio, e conobbe quello che divenne il suo primo compagno di doppio e grande amico personale, l'ebreo Daniel Prenn di origine lituano-russa, rifugiatosi a Berlino per sfuggire alle persecuzioni antisemite del neonato regime sovietico.
La Berlino in cui capitò Von Cramm era infatti la Berlino di Weimar, tollerante e popolata da artisti, musicisti e scrittori, molti dei quali ebrei. Una Berlino estremamente liberale e libertina, in cui il giovane Gottfried visse in assoluta spontaneità scoprendo le proprie attitudini. Queste sue frequentazioni di locali ed ambienti Bohémien saranno poi all'origine di tutti i suoi problemi con il regime hitleriano.
Nel 1932 Von Cramm si guadagnò un posto nella squadra nazionale di Coppa Davis e vinse il primo di quattro titoli nazionali di fila. Fece anche coppia con Hilde Krahwinkel, vincendo il titolo di doppio misto al Torneo di Wimbledon. Conquistò il suo primo titolo di singolare in un torneo dello Slam nel 1934, vincendo gli Internazionali di Francia, sconfiggendo in finale il grande campione australiano Jack Crawford, che l'anno precedente era arrivato, primo nella storia, ad un soffio dalla conquista del Grande Slam.
La sua vittoria lo rese un eroe in patria, ma ebbe la sfortuna di conseguirla ad un anno dall'ascesa al potere di Adolf Hitler. Il suo compagno di doppio di Davis, Daniel Prenn, fu infatti costretto a fuggire rapidamente per la seconda volta di fronte a persecuzioni antisemite, questa volta verso Londra. Gottfied, per il momento, non correva rischi in prima persona, supportato com'era da Göring che, da appassionato di tennis, intendeva utilizzarlo a proprio vantaggio, sotteaendolo così alle grinfie di Himmler e della polizia segreta. Alto, bello e biondo, corrispondeva perfettamente all'immagine della razza ariana dell'ideologia nazista e il regime faceva pressione su tutti gli atleti tedeschi perché si mostrassero superiori agli avversari. Tuttavia von Cramm si rifiutò fermamente di diventare uno strumento della propaganda nazista.
Per tre anni consecutivi fu finalista del singolare maschile a Wimbledon, perdendo incontri memorabili contro l'inglese Fred Perry nel 1935 e nel 1936. L'anno successivo perse in finale contro lo statunitense Don Budge sia a Wimbledon che agli Internazionali degli Stati Uniti. Nel 1935 venne sconfitto nella finale del Roland Garros da Perry, ma l'anno seguente lo sconfisse, vincendo il suo secondo titolo agli Internazionali di Francia. Nel tentativo di portare von Cramm dalla propria parte, il regime nazista punì la sua insubordinazione impedendogli di competere agli Internazionali di Francia nel 1937, nonostante fosse il campione uscente. Tuttavia si prese una parziale rivincita, vincendo il torneo di doppio in coppia con Henner Henkel.
Nonostante i suoi risultati nei tornei del Grande Slam, Gottfried von Cramm è ricordato soprattutto per l'incontro decisivo nella finale interzona della coppa Davis del 1937. A sfidarsi furono gli Usa e la Germania, ben sapendo che il vincitore avrebbe poi avuto vita facile nella Finale per il titolo contro la Gran Bretagna orfana di Fred Perry passato tra i professionisti. Dopo i primi 4 incontri, sul 2 pari si decise tutto il 20 luglio 1937 sul campo centrale di Wimbledon, tra i due capitani e migliori giocatori al mondo, Von Cramm e Don Budge. Dopo i primi due set per Von Cramm, Budge riprese fiato e conquistò il terzo e quarto; nel quinto Von Cramm si trovò avanti 4-1 grazie ad una serie impressionante di colpi perfetti, ma Budge non si lasciò abbattere e grazie al suo famoso rovescio si lanciò nella rimonta, vincendo alla fine per 8-6 in un incontro considerato da molti come la più grande battaglia negli annali della Coppa Davis e uno dei principali incontri nella storia del tennis. In un'intervista dopo l'incontro, Budge rivelò che von Cramm aveva ricevuto una telefonata da Hitler in persona a pochi minuti dall'inizio del match, che ne era uscito pallido e serioso e che giocò ogni punto come se la sua vita dipendesse dall'esito dell'incontro.
Dopo quel leggendario match di Davis, Von Cramm considerando i difficili rapporti con le autorità tedesche, decise per la prima volta di intraprendere un tour che lo avrebbe portato a giocare in America ed in Australia. Qui disputò altri incontri memorabili che lo portarono a sfiorare il successo allo US Championship, cedendo solo al quinto set dopo un'altra maratona contro il suo amico-rivale Donald Budge, e a conquistare la semifinale agli Australian Championships in quella che resterà la sua unica partecipazione nel major della terra dei canguri. Questo lungo tour extraeuropeo porterà a von Cramm anche il titolo di doppio agli US Championship del 1937 in coppia sempre con Henkel, in cui demolirono la fortissima coppia americana Budge-Mako in soli tre set, e la finale agli Australian Championships del 1938, persa dai due tedeschi contro gli australiani Adrian Quist e John Bromwich, grandi specialisti del doppio.
Ma al ritorno in patria, nel 1938, von Cramm raggiunse il punto di rottura con il governo nazista. Anche se fu sempre rispettoso, continuò a rifiutarsi di associarsi alla propaganda del regime. Gustavo Re di Svezia (suo grande amico e compagno di doppio) gli offrì asilo politico, ma il Barone rifiutò andando incontro al suo destino. Nonostante la sua enorme popolarità, il 5 marzo 1938 fu arrestato dalla Gestapo e dovette affrontare un processo con le accuse di aver intrattenuto una relazione omosessuale con l'attore ebreo Manasse Herbst e di complicità in esportazione di valuta, in quanto il barone aveva a più riprese aiutato Manasse Herbst a recuperare alcune somme di denaro altrimenti sottratte dal regime. Giudicato colpevole, fu condannato a un anno di prigione, poi ridotto a 5 mesi, che il barone affrontò con estrema dignità. I suoi amici nel tennis internazionale ne furono indignati: Don Budge raccolse le firme di 25 atleti di primo piano e inviò una lettera di protesta a Hitler.
Finalmente libero, nel maggio 1939 von Cramm ritornò alle competizioni tennistiche. Il miglior giocatore del mondo, Budge, dopo aver realizzato il primo grande Slam della storia, passò professionista, e a tutti parve che nessuno potesse impedire a Von Cramm di vincere finalmente il suo meritato titolo a Wimbledon. Ma il clima politico internazionale estremamente teso di quell'ultima estate di pace, e l'ipocrisia della società inglese gli provocarono problemi al suo arrivo in Inghilterra. Dopo un veto iniziale, gli venne permesso di gareggiare al torneo del Queen's Club a Londra, che vinse umiliando in semifinale l'unico avversario che avrebbe potuto contendergli il titolo di Wimbledon, lo statunitense Bobby Riggs per 6-0, 6-1. Ciononostante, i dirigenti di Wimbledon si dimostrarono irremovibili. I guai che aveva dovuto passare in seguito alle condanne della giustizia nazista lo rendevano, agli occhi della perbenista società inglese, semplicemente un pregiudicato, e di conseguenza privo dei requisiti morali necessari per la partecipazione al torneo.

### Guerra e dopoguerra
Con lo scoppio della seconda guerra mondiale, von Cramm prestò servizio nell'esercito tedesco. Impegnato in artiglieria nella campagna di Russia, nell'inverno del 1942 durante l'assedio di Mosca, rimase vittima di un principio di congelamento agli arti inferiori. Vista l'impossibilità di curarlo al fronte venne aviotrasportato nelle retrovie con uno degli ultimi aerei disponibili, salvandosi così la vita. Dei 120 uomini della sua compagnia, solo in 19 tornarono in patria. Nonostante la guerra gli avesse rubato alcuni dei suoi anni migliori per il tennis, vinse un altro campionato nazionale tedesco nel 1948 ed a quarant'anni esatti lo rivinse per un'ultima volta nel 1949. Nel 1951, 12 anni dopo la vergognosa "cacciata" del 1939, tornò a giocare sui campi in erba di Wimbledon: a 42 anni, indossando ancora i suoi pantaloni lunghi di flanella (in un'epoca già dominata dai pantaloncini corti), si arrese al cecoslovacco naturalizzato egiziano Jaroslav Drobný; ma il Centre Court lo omaggiò di un applauso interminabile a fine match, quasi a ricompensarlo dei torti subiti in carriera. Von Cramm resta, insieme a Ivan Lendl e Ken Rosewall, uno dei più grandi giocatori a non essere riuscito a vincere il Singolare al Torneo di Wimbledon.
Giocò in Coppa Davis fino al suo ritiro dalle competizioni, dopo la stagione 1953, e detiene ancora il record per il maggior numero di vittorie in Coppa Davis tra i tennisti tedeschi. In totale disputò 82 incontri in Davis Cup, di cui 58 in singolare e 24 nel doppio.
Dopo il ritiro, funse da amministratore della Federazione tennistica tedesca. Ebbe successo con un'impresa di importazione di cotone e gestì le proprietà terriere che aveva ereditato dal padre a Wispenstein, nella Bassa Sassonia.
Von Cramm, essendo parte dell'élite della società europea, divenne amico della statunitense Barbara Hutton, ereditiera della famiglia Woolworth, e sua ammiratrice di vecchia data. Nel novembre 1955, dopo il fallimento del suo quinto matrimonio, la Hutton, affranta, cercò sicurezza e amicizia in Von Cramm. I due si sposarono, ma il rapporto, per il barone, non andò mai oltre l'amicizia ed il rispetto, cosa che alla Hutton non poteva bastare. Divorziarono nel 1959.
Gottfried von Cramm rimase ucciso in seguito ad un incidente automobilistico nei pressi del Cairo nel 1976, dove si trovava per curare gli interessi della sua azienda di importazione di cotone dall'Egitto. La sua auto si scontrò, in un devastante frontale, contro un mezzo pesante militare autore di una manovra azzardata. Al contrario del suo fidato autista, sopravvisse all'impatto, ma spirò pochi minuti dopo, sull'ambulanza durante la corsa verso l'ospedale.

### Vita privata
Il tennista si sposò con la tedesca Elisabeth von Dobeneck, ma sul finire del 1930 intraprese anche una relazione con l'attore Manesse Herbst. È stato il sesto marito di Barbara Hutton sposata nel 1955, i due divorziarono nel 1959.

## Risultati nei tornei del Grande Slam

### Singolare

#### Vittorie (2)
| Anno | Torneo                    | Superficie  | Avversario in finale | Punteggio               |
| ---- | ------------------------- | ----------- | -------------------- | ----------------------- |
| 1934 | Internazionali di Francia | Terra rossa | Jack Crawford        | 6–4, 7–9, 3–6, 7–5, 6–3 |
| 1936 | Internazionali di Francia | Terra rossa | Fred Perry           | 6–0, 2–6, 6–2, 2–6, 6–0 |

#### Finali perse (5)
| Anno | Torneo                    | Superficie  | Avversario in finale | Punteggio               |
| ---- | ------------------------- | ----------- | -------------------- | ----------------------- |
| 1935 | Internazionali di Francia | Terra rossa | Fred Perry           | 3–6, 6–3, 1–6, 3–6      |
| 1935 | Wimbledon                 | Erba        | Fred Perry           | 2–6, 4–6, 4–6           |
| 1936 | Wimbledon                 | Erba        | Fred Perry           | 1–6, 1–6, 0–6           |
| 1937 | Wimbledon                 | Erba        | Donald Budge         | 3–6, 4–6, 2–6           |
| 1937 | U.S. Championships        | Erba        | Donald Budge         | 1–6, 9–7, 1–6, 6–3, 1–6 |

### Doppio

#### Vittorie (2)
| Anno | Torneo                    | Superficie  | Compagno      | Avversari in finale             | Punteggio          |
| ---- | ------------------------- | ----------- | ------------- | ------------------------------- | ------------------ |
| 1937 | Internazionali di Francia | Terra rossa | Henner Henkel | Vernon Kirby Norman Farquharson | 6–4, 7–5, 3–6, 6–1 |
| 1937 | U.S. Championships        | Erba        | Henner Henkel | Donald Budge Gene Mako          | 6–4, 7–5, 6–4      |

#### Finale persa (1)
| Anno | Torneo                   | Superficie | Compagno      | Avversari in finale        | Punteggio     |
| ---- | ------------------------ | ---------- | ------------- | -------------------------- | ------------- |
| 1938 | Australian Championships | Erba       | Henner Henkel | John Bromwich Adrian Quist | 5–7, 4–6, 0–6 |

### Doppio misto

#### Vittoria (1)
| Anno | Torneo    | Superficie | Compagna         | Avversari in finale            | Punteggio |
| ---- | --------- | ---------- | ---------------- | ------------------------------ | --------- |
| 1933 | Wimbledon | Erba       | Hilde Krahwinkel | Mary Heeley Norman Farquharson | 7–5, 8–6  |